# Cay Lorenz von Brockdorff (Politiker)

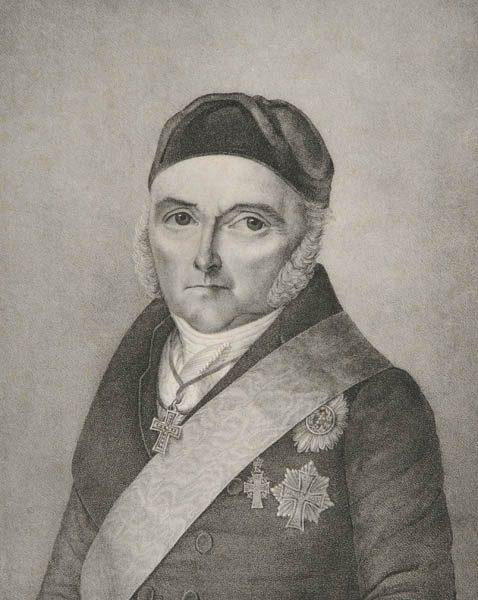
Cay Lorenz von Brockdorff

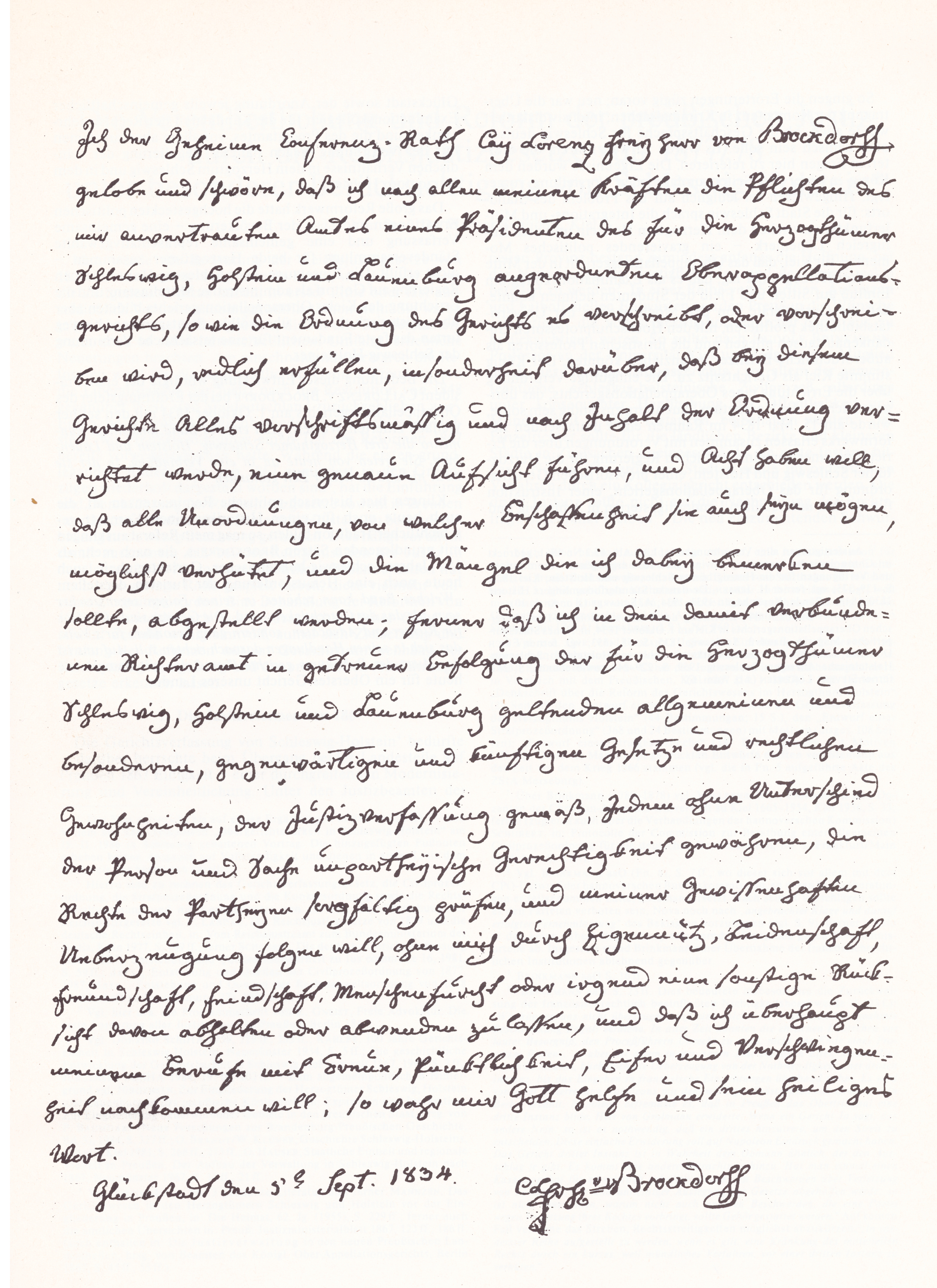
Amtseid als Gerichtspräsident 1834

Cay Lorenz (seit 1838) Graf von Brockdorff (* 26. Januar 1766 auf dem Rittergut Klein Nordsee; † 18. Mai 1840 in Hamburg) war ein dänisch-schleswig-holsteinischer Jurist und Staatsmann. Er war der letzte dänische Kanzler in Schleswig-Holstein und teilweise auch gleichzeitig Präsident der Obergerichte in diesem Land.

## Leben
Cay Lorenz Graf von Brockdorff entstammte der Familie Brockdorff, einem der alten Adelsgeschlechter Holsteins, das dort seit dem 14. Jahrhundert belegt ist. Er studierte in sehr jungem Alter Rechtswissenschaften an den Universitäten Kiel und Göttingen und nahm Einflüsse sowohl von Adolf Friedrich Trendelenburg in Kiel wie von dem Göttinger Staatsrechtler Johann Stephan Pütter für sich auf.
Nach Abschluss des Studiums wurde er Auskultant am Obergericht für Schleswig in Gottorf. Zu dieser Zeit gab er gemeinsam mit dem späteren Oberpräsidenten von Kiel Christian von Eggers das Corpus Statutorum Slesvicensium heraus, eine Sammlung geltender, aber auch der rechtsgeschichtlichen, Rechtsgrundlagen und Gesetze des Herzogtums Schleswig. 1789 wurde er Rat beim Obergericht in Schleswig und 1795 Mitglied der Deutschen Kanzlei in Kopenhagen. Bereits 1802 wurde Brockdorff zum Kanzler für Schleswig-Holstein genannt. Der Kanzlei in Glückstadt und dem dortigen Obergericht für Schleswig-Holstein stand er 32 Jahre vor. Das dortige Brockdorff-Palais erinnert noch heute an diese Zeit. Von 1819 bis 1834 war er Kurator der Universität Kiel. Mit Einrichtung des Oberappellationsgerichts für die Herzogtümer Schleswig, Holstein und Lauenburg 1834 in Kiel wurde er dessen erster Präsident.
1835/36 war er als Allerhöchst ernanntes Mitglied der Ritterschaft Deputierter der Holsteinischen Ständeversammlung.
Am 30. März 1838 wurde Cay Lorenz von Brockdorff in Kopenhagen in den erblichen dänischen Grafenstand erhoben. Am 7. November 1839 wurde er Ritter des Elefanten-Ordens.

## Kinder
Aus der am 15. Mai 1800 in Kopenhagen geschlossenen Ehe mit Bertha von Raben (1780–1831) gingen folgende Kinder hervor:
1. Charlotta Dorothea (* 22. Juli 1801 Kopenhagen), Konventualin in Preetz
2. Ernestine Sophie Friederike (* 26. Mai 1803 Glückstadt; † 1872), Konventualin in Preetz
3. Hans Adolf Graf von Brockdorff (* 7. April 1805 Glückstadt; † 1. Juli 1870), dänischer Kammerherr und Landrat
4. Georgine Louisa (* 27. November 1807 Glückstadt)
5. Eleonora Maria (* 15. Juli 1810 Borstel), Stiftsdame Kloster Itzehoe
6. Carolina Amalia (* 10. März 1815; † 13. März 1831)
7. Konrad Friedrich Gottlieb Graf von Brockdorff-Ahlefeldt (* 17. Juli 1823 Borstel; † 15. Mai 1909 Ascheberg), wurde 1837 vom Graf von Ahlefeldt adoptiert